# Conchoecetta
Conchoecetta is een geslacht van kreeftachtigen uit de klasse van de Ostracoda (mosselkreeftjes).

## Soorten
- Conchoecetta acuminata Claus, 1890
- Conchoecetta giesbrechti (G.W. Müller, 1906)